# جوزيف ديمرز
جوزيف ديمرز هو سياسي كندي، ولد في 11 نوفمبر 1861 في لويررفيل في كندا، وتوفي في 16 أغسطس 1936 في ثيتفورد ماينز في كندا. نشط حزبياً في حزب كيبيك الليبرالي. وقد انتخب عضو الجمعية الوطنية في كيبك ‏.